# El Cardoso de la Sierra
El Cardoso de la Sierra – gmina w Hiszpanii, w prowincji Guadalajara, w Kastylii-La Mancha, o powierzchni 186,87 km². W 2011 roku gmina liczyła 69 mieszkańców.